# Caroline Hammer

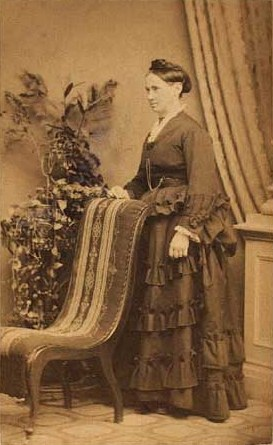
Caroline Hammer (1870er Jahre)

Caroline Hammer (* 28. Oktober 1832 in Hulerod bei Esbønderup; † 12. Januar 1915 in Fredensborg) war eine dänische Fotografin.

## Leben

### Familie
Caroline Hammer war die Tochter des Distriktskommissars und Inspektors Frederik Abel Hammer (* 13. September 1791 in Asminderød bei Fredensborg; † 10. Dezember 1877 in Fredensborg), ein berühmter Nationalheld aus den Napoleonischen Kriegen von 1807 bis 1814, und dessen Ehefrau Elisabeth Kirstine (geb. Lemvigh) (* 7. Oktober 1794 in Esbønderup; † 8. Februar 1849 in Asminderød). Sie hatte noch mehrere Geschwister, unter anderem war ihr Bruder der Kapitänleutnant Otto Christian Hammer.

### Berufliches Wirken
Caroline Hammer wohnte seit Anfang der 1850er Jahre gemeinsam mit ihrem Vater und drei weiteren unverheirateten Schwestern in Wyk auf Föhr in einer Villa neben der Familie ihres Bruders, der 1864 im Deutsch-Dänischen Krieg Befehlshaber der dänischen Marineeinheiten auf den Nordfriesischen Inseln wurde; im Jahr 1860 wurde sie im Volkszählungsregister als „Lehrerin“ verzeichnet.
Anfang der 1860er Jahre eröffnete sie in der Villa der Familie ein fotografisches Atelier und entwickelte sich zu einer professionellen Fotografin.
Ende der 1880er Jahre zog sie zusammen mit ihren Schwestern nach Fredensborg, wo sie wiederum ein Atelier eröffnete.

### Fotografisches Wirken
Caroline Hammer war die erste Fotografin auf der Nordseeinsel Föhr und gehörte zugleich der ersten Generation selbständiger Atelierinhaberinnen an. Von ihr dürften die zur Zeit ältesten Fotografien von Wyk auf Föhr stammen. Ihre ersten Aufnahmen waren Bilder im Freien am Strand, von Fischerbooten und den Fischern, sowie von Pferden gezogenen Badekarren. In den 1870er Jahren begann sie, sich der Porträtfotografie zu widmen und ihre Aufnahmen aus dieser Zeit zeigen die Familie, den Bruder und seine Kinder, die Schwestern und den Vater.
Caroline Hammer hatte, als sie 1880 die Insel verließ, ihre Negative ihrem Nachfolger überlassen, der gab sie seinem Nachfolger, und so weiter, bis sie die Wyker Fotografin Ane Ingwersen von ihrem Vater Hans Daniel Ingwersen erbte.

## Mitgliedschaften
- 1881 trat Caroline Hammer als erste Frau der Dansk Photographisk Forening (Dänische Fotografische Gesellschaft) unter ihre Wyker Adresse bei.

## Werke (Auswahl)
- Königliche Bibliothek in Kopenhagen.
- Dr.-Carl-Häberlin-Friesen-Museum in Wyk auf Föhr.[3]

## Ausstellungen
- 2011: Ausstellung über das Leben und Werk Caroline Hammers im Museum Kunst der Westküste in Alkersum[4].